# Damián Villa Valadez
Damián Alejandro Villa Valadez (Zamora, 7 de agosto de 1990) es un deportista mexicano que compitió en taekwondo.
Ganó dos medallas en el Campeonato Mundial de Taekwondo, en los años 2009 y 2013, y una medalla en el Campeonato Panamericano de Taekwondo de 2014. En los Juegos Panamericanos de 2011 consiguió una medalla de plata.

## Palmarés internacional
| Campeonato Mundial      | Campeonato Mundial      | Campeonato Mundial | Campeonato Mundial |
| Año                     | Lugar                   | Medalla            | Categoría          |
| ----------------------- | ----------------------- | ------------------ | ------------------ |
| 2009                    | Copenhague (Dinamarca)  | Medalla de plata   | –58 kg             |
| 2013                    | Puebla (México)         | Medalla de bronce  | –58 kg             |
| Juegos Panamericanos    |                         |                    |                    |
| Año                     | Lugar                   | Medalla            | Categoría          |
| 2011                    | Guadalajara (México)    | Medalla de plata   | –58 kg             |
| Campeonato Panamericano |                         |                    |                    |
| Año                     | Lugar                   | Medalla            | Categoría          |
| 2014                    | Aguascalientes (México) | Medalla de bronce  | –58 kg             |